# Direito humano à alimentação adequada
O direito humano à alimentação adequada (DHAA) garante o direito de qualquer pessoa a ter acesso a uma alimentação de qualidade (unindo aspectos higiênico-sanitários e da cultura alimentar de uma determinada população), sendo compromisso internacional de garantia aos direitos e liberdades fundamentais dos seres humanos. Além de direito, o acesso a uma alimentação de qualidade também é lei. O direito à alimentação está no artigo 6º da Constituição Federal de 1988, que diz "Art. 6º - São direitos sociais a educação, a saúde, a alimentação, o trabalho, a moradia, o lazer, a segurança, a previdência social, a proteção à maternidade e à infância, a assistência aos desamparados, na forma da constituição. "Os direitos humanos estão em constante evolução porque estão relacionados ao contexto histórico, acompanhando as necessidades da população em determinados momentos e a tendo uma visão de uma vida mais longa e justa". O importante é entender que os direitos humanos existem para proteger o ser humano da tirania e da injustiça e garantir a dignidade e a igualdade de direitos entre homens e mulheres com a finalidade última de promover o progresso da sociedade, o bem comum, a paz, em um estado de ampla liberdade” (LEÃO; RECINE, 2011).

## Origem
O direito humano à alimentação adequada começou a ser melhor pensado após a Segunda Guerra Mundial, onde a sociedade estava sofrendo com a indisponibilidade de alimentos, além da assistência alimentar por meio do escoamento estar presente em países mais ricos. Os países então precisariam pensar em maneiras para driblar essa indisponibilidade de alimentos. A Organização das Nações Unidas para Alimentação e Agricultura (FAO) é uma das agências da Organização das Nações Unidas (ONU) e foi criada logo após a guerra para buscar uma solução para acabar com a fome e a pobreza no mundo. Além disso, também surgiu a revolução verde, com a ideia de aumentar a produtividade de alimentos, para ser um meio de aumento na produção de alimentos. Foram então utilizadas várias maneiras de aumento de produção, como sementes com um alto rendimento, agrotóxicos, fertilizantes, mecanização, entre outros. Porém, a fome continuou presente. Com o alinhamento com a lógica do liberalismo econômico, o sistema passou a não produzir mais alimentos, mas sim mercadorias visando o lucro, o que levou a uma maior exportação de soja, cana e milho, exploração e desgaste do solo, gerando uma redução na biodiversidade, contaminação do solo, da água e dos alimentos com o uso de agrotóxicos.

### Uso de agrotóxicos
Ao debater o uso de agrotóxicos no Brasil, é importante refletir sobre como é possível ter tanta informação relevante sobre o consumo de agrotóxicos e as consequências. A população fecha os olhos e não percebe a gravidade do assunto e o impacto que tem sobre a saúde das pessoas. Ainda é de se chamar a atenção para o fato da soja, que atualmente ocupa mais de 30 milhões de hectares do solo brasileiro, sozinha demanda mais da metade do volume de agrotóxicos comercializados no país. Outro tópico abordado é a diminuição da produção de produtos como o arroz, o feijão, o trigo e a mandioca, que são base da mesa familiar do povo brasileiro. Mas de que forma essa produção massiva de soja beneficia as pessoas que têm direito a uma alimentação adequada? Dita produção não implica em acesso, porque as mídias não divulgam então que o agro não é vida e sim uma violação do DHAA? Qual é o objetivo de países como a União Europeia e os Estados Unidos, que produzem agrotóxicos proibidos em seus países de origem e vendem para países como o Brasil? Por tanto, há uma percepção de que não existe uma fiscalização efetiva do uso dos agrotóxicos no Brasil. Os alimentos têm que ser respeitados como uma fonte primordial de vida e não commodities. É preciso a participação do povo em novas políticas públicas que visem a saúde das pessoas e não o lucro das agroindústrias.

## Princípios dos direitos humanos
Os direitos humanos se regem por quatro princípios que estão inter-relacionados e dependentes. Os quais são: 
- Universais porque são para todos os seres humanos independentemente de seu gênero, sexo, etnia, raça, ideologia, cultura, religião, política ou qualquer outra característica ou diferença.
- Inalienáveis quer dizer que são intransferíveis, não podem ser tirados por um terceiro nem pode ceder voluntariamente e não pode estar condicionado.
- Indivisíveis quer dizer que são direitos civis, políticos, econômicos, sociais e culturais muito importantes para ter uma vida digna.
- Interdependentes e inter-relacionados quer dizer que a realização de um direito não deve impedir o justificar do incumprimento dos outros direitos, todos devem ser cumpridos igualmente.[1]

## Integridade entre DHAA, SAN e Soberania Alimentar
Questões alimentares e nutricionais envolvem diversos espectros que compõem uma sociedade, para mudanças desse calibre são necessárias grandes mobilizações políticas, sociais, econômicas e culturais no Brasil e no mundo. Partindo dessa dificuldade, entende-se que um fator agravante para tal é o fato de que esse assunto é pouco debatido pela população. Portanto, é importante que esses conceitos sejam disseminados de forma prática, possibilitando a compreensão de todas as camadas sociais.
Como dito nos tópicos anteriores, em escala global, foi criado o Direito Humano à Alimentação Adequada (DHAA), princípio que rege as legislações de todos os países que ratificaram esse direito no momento da sua criação. No entanto, não há unanimidade entre os Estados com relação à definição de alguns conceitos que integram o DHAA, como é o caso da Soberania Alimentar e da Segurança Alimentar, os quais estão em constante evolução para que sejam cada vez mais abrangentes.
Foi uma luta constante para conquistar a uma base legal robusta, por isso o Brasil é considerado uma referência quando se trata da definição dos conceitos de políticas alimentares e nutricionais. A partir da criação da Lei Orgânica de Segurança Alimentar e Nutricional – LOSAN (Lei nº 11.346, de 15 de setembro de 2006), foi definido o conceito de Segurança Alimentar e Nutricional, representado como “a realização do direito de todos ao acesso regular e permanente a alimentos de qualidade, em quantidade suficiente, sem comprometer o acesso a outras necessidades essenciais, tendo como base práticas alimentares promotoras de saúde que respeitem a diversidade cultural e que sejam ambiental, cultural, econômica e socialmente sustentáveis”.
A LOSAN envolve duas dimensões principais:
Produção e disponibilidade:
• Suficientes e adequadas para atender a demanda da população, em termos de quantidade e qualidade;
• Estáveis e continuadas para garantir a oferta permanente, neutralizando as flutuações sazonais;
• Autônomas para que se alcance a autossuficiência nacional nos alimentos básicos;
• Equitativas para garantir o acesso universal às necessidades nutricionais adequadas, haja vista manter ou recuperar a saúde nas etapas do curso da vida e nos diferentes grupos da população;
• Sustentável do ponto de vista agroecológico, social, econômico e cultural, com vistas a assegurar a SAN das próximas gerações.
Relação ser humano-alimento:
• Disponibilidade de alimentos saudáveis;
• Preparo dos alimentos com técnicas que preservem o seu valor nutricional e sanitário;
• Consumo alimentar adequado e saudável para cada fase do ciclo da vida;
• Condições de promoção da saúde, da higiene e de uma vida saudável para melhorar e garantir a adequada utilização biológica dos alimentos consumidos;
• Condições de promoção de cuidados com a própria saúde, com a saúde da família e da comunidade;
• Direito à saúde, com o acesso aos serviços de saúde garantido de forma oportuna e resolutiva;
• Prevenção e controle dos determinantes que interferem na saúde e nutrição, tais como as condições psicossociais, econômicas, culturais e ambientais;
• Boas oportunidades para o desenvolvimento pessoal e social no local em que se vive e se trabalha.
No Brasil existem programas onde mostra-se iniciativas do SAN, como: Estratégia de Saúde da Família (ESF), Auxilio Brasil, Programa Nacional de Alimentação Escolar (PNAE), Programa Nacional de Fortalecimento da Agricultura Familiar (PRONAF), entre outros.
Nota-se que o conceito de brasileiro de SAN engloba, também, princípios da Soberania Alimentar, definido mais recentemente pelo Fórum Mundial de Soberania Alimentar (2007) como “o direito dos povos de decidir seu próprio sistema alimentar e produtivo, pautado em alimentos saudáveis e culturalmente adequados, produzidos de forma sustentável e ecológica, o que coloca aqueles que produzem, distribuem e consomem alimentos no coração dos sistemas e políticas alimentares, acima das exigências dos mercados e das empresas, além de defender os interesses e incluir as futuras gerações”.
Portanto, apesar destes três conceitos estarem envolvidos com o direito alimentação e ter algumas semelhanças, são diferentes e se complementam para exigir, na sua integridade, o direito da população de forma que, por exemplo; de um lado o DHAA ajuda na compreensão que é fundamental que cada cidadão tenha acesso ao alimento de forma segura para viver de forma digna; o SAN engloba todas as estratégias legais do Estado para garantir que a alimentação seja segura, adequada e suprima as necessidades nutricionais de toda a população e por último a Soberania Alimentar é o direito cada país decidir o sistema econômico e político que regira o sistema de alimentação, priorizando que seja aceitável culturalmente e ecologicamente.
Em suma, os três conceitos estão intimamente conectados e norteiam os países em busca de melhores condições alimentares e nutricionais e garantir uma melhora qualidade de vida para todas as escalas da sociedade. No entanto, para sua efetividade ainda são necessárias grandes mudanças no setor da Indústria de Alimentos, a qual possui ferramentas suficientes para influencias nas esferas jurídicas, políticas, culturais, sociais e econômicas, para defender seus interesses.

## A aplicação de políticas públicas para Garantia do DHANA
Signatário de todos as legislações encarregadas de promover o DHANA, o Brasil passou a dispor de estratégias para aproximar a população deste direito fundamental por meio das Políticas Públicas, que consistem, por vez, em programas e sistemas legislados que visem a promoção e a aplicação do DHANA.
Desta forma, as principais políticas públicas a serem desenvolvidas seguiram os dados obtidos de análises, que mostraram alta incidência de desnutrição em populações socialmente vulneráveis. Com esta interpretação, passou-se a construir políticas públicas que agissem de modo a consertar estas irregularidades na promoção do DHANA. Entre estas, destacam-se por sua eficiência a Política Nacional de Alimentação e Nutrição (PNAN), a Política Nacional de Alimentação Escolar (PNAE).

### Política Nacional de Alimentação Adequada (PNAN)
Visto a necessidade de implementar um programa que oficialmente se encarregasse de garantir a promoção do Direito Humano à Alimentação Adequada, a criação da Política Nacional de Alimentação e Nutrição (PNAN) foi aprovada em 1999 com o objetivo respeitar, proteger, promover e prover os direitos humanos à saúde e à alimentação. A partir desta política, vertem a construção de políticas públicas com a finalidade de melhorar condições alimentares por práticas alimentares saudáveis e adequadas, promovendo, também, a Vigilância Alimentar e Nutricional e proporcionando, por fim, a prevenção dos agravos oriundos de desequilíbrios nutricionais relacionados à alimentação a partir de nove princípios:
1. Organização da Atenção Nutricional;
2. Promoção da Alimentação Adequada e Saudável;
3. Vigilância Alimentar e Nutricional;
4. Gestão das Ações de Alimentação e Nutrição;
5. Participação e Controle Social;
6. Qualificação da Força de Trabalho;
7. Controle e Regulação dos Alimentos;
8. Pesquisa, Inovação e Conhecimento em Alimentação e
Nutrição;
9. Cooperação e articulação para a Segurança Alimentar e
Nutricional.

### Política Nacional de Alimentação Escolar (PNAE)
Apesar de ser o programa mais antigo do Governo Federal quanto a área de alimentação e nutrição, o Programa Nacional de Alimentação Escolar (PNAE) passou a ter renovação e adaptação de eixos conforme as legislações, passando a ser um dos principais fatores para promoção do Direito Humano a Alimentação Adequada na sua população de integração.
O PNAE tem por objetivo oferecer refeições saudáveis e adequadas que cubram, no mínimo, 15% das necessidades nutricionais proporcionais a faixa etária dos alunos conveniados a escolas públicas e filantrópicas. Incluso nesta alimentação, cabe ainda a valorização da agricultura e cultura da região inserida, bem como a dinamização da economia local. Pelos princípios de universalidade, equidade, continuidade, descentralização e participação social, o PNAE ainda confere a educação alimentar, contribuindo para a melhoria da aprendizagem e rendimento escolar, possibilitando, então, que estes indivíduos ali inseridos estejam seguros e orientados de seu DHANA.

### Equipamentos Públicos de Segurança Alimentar e Nutricional (EPAN)
A implantação de equipamentos públicos, no estado ou município, representa a entrada na Política Nacional de Segurança Alimentar e Nutricional (PNSAN). Esses equipamentos pretendem reduzir os índices de insegurança alimentar da população e promover o acesso à alimentação adequada e saudável. A possibilidade de oferecer serviços públicos de alimentação e nutrição, em espaços adequados para o atendimento à população, qualifica a atuação local de assistência alimentar e abre espaços para que outras ações fundamentais sejam implementadas, como a realização de atividades de educação alimentar e nutricional e o fortalecimento da agricultura familiar.
Esses são espaços físicos estruturados e equipados para auxiliar na distribuição dos gêneros alimentícios da agricultura familiar, em especial os adquiridos por meio do Programa de Aquisição de Alimentos (PAA) e do Programa Nacional de Alimentação Escolar (PNAE), entre outros.
Como exemplo de EPAN pode-se citar:
Banco de alimentos: são estruturas físicas e/ou logísticas que recebem doações de alimentos (produtos inadequados para a comercialização, mas próprios para consumo humano) de empresas de setores privados e/ou públicos, e apoiam a logística de compras da agricultura familiar realizadas por meio do PAA. Após serem doados são distribuídos gratuitamente para organizações assistenciais.
Cozinhas comunitárias: unidades com capacidade para produção de, no mínimo, 100 refeições saudáveis por dia, gratuitas ou a preços acessíveis para pessoas em vulnerabilidade social.
Restaurantes populares: produzem e distribuem, no mínimo, 1000 refeições saudáveis por dia, com alto valor nutricional, a preços acessíveis para pessoas em situação de insegurança alimentar.

## Exigibilidade do Direito Humano à Alimentação e Nutrição Adequada (DHANA)
Ao se estabelecer um direito humano, são estabelecidos também o titular de direitos e o portador de obrigações. Os titulares de direitos devem usufruir de seus direitos, por lei, e o portador de obrigações deve garantir a realização desse direito, ou reparação em caso de violação. Os titulares de direitos são os indivíduos, sozinhos ou em comunidades, e o portador de obrigações, o Estado. A exigibilidade é a possibilidade desses titulares de direito, que tenham o seu direito violado, de notificar e reclamar junto ao Estado. Muitas pessoas e comunidades ainda sequer sabem que têm direitos. É comum a associação do conceito da exigibilidade ao conceito de justiciabilidade, que é a possibilidade de reclamar direitos junto ao Poder Judiciário, por meio de mecanismos jurídicos de exigibilidade. A  exigibilidade é, portanto, a possibilidade de reclamar e exigir a realização de um direito humano junto ao Estado. No conceito de exigibilidade está incluído, além do direito de reclamar, o direito de obter uma resposta e uma ação do poder público, para a garantia efetiva do direito, em tempo oportuno. 
| Exigibilidade Administrativa           | É a possibilidade de reclamar que seus direitos não são cumpridos, deve ser visto como um canal direto do titular com a política ou serviço público. Ou seja: direito não atendido > reclamação > reparação atendida se reclamação procede.                          |
| Exigibilidade Política                 | É a possibilidade de exigir a realização de direitos junto ao Poder Executivo, Conselhos de Políticas Públicas e Poder Legislativo. |
| Exigibilidade Quase-judicial           | É a possibilidade de exigir a garantia de direitos junto a órgãos que podem emitir recomendações e acionar a Justiça. |
| Exigibilidade Judicial                 | É a possibilidade de exigir a realização de direitos junto ao Poder Judiciário. |
| Exigibilidade via Mobilizações Sociais | É a possibilidade das organizações da sociedade civil de exigir ou denunciar as ameaças ou violações de direitos humanos por meio de mobilizações sociais, com o propósito de dar visibilidade ao problema, para o poder público intervir com uma solução ou reparo. |

Sendo assim, é essencial que a população entenda sobre os conceitos e princípios do DHAA e sobre os tipos de exigibilidade que podem ser executados para exigir estes direitos e sobre quem são os responsáveis pela sua promoção. A maioria dos diagnósticos de violação dos direitos é feito e documentado por quem sofre, a sociedade civil. Nesse sentido, as organizações da sociedade devem ser ouvidas e respeitadas ao fazer a denúncia para a superação dos casos de violação. Os representantes da sociedade civil devem ser incentivados e apoiados pelas suas organizações a participarem dos Conselhos, buscando garantir que esses sejam espaços efetivos para o controle social sobre o poder público e assim, para promoção e exigibilidade dos Direitos Humanos.

## DHAA aos portadores de necessidades alimentares especiais
Em constante desenvolvimento, o corpo humano sofre diversas alterações metabólicas e fisiológicas, podendo evoluir a patologias que requerem alimentação restritiva ou suplementar. Dessa forma, ressalta-se o conceito de necessidades alimentares especiais, referidas na Política Nacional de Alimentação e Nutrição (PNAN), enfatizando como os portadores desses requisitos carecem de dieta alimentar regrada, precisa e eficiente, conforme a exigência de seu próprio organismo.  Para exemplificar, problemáticas como a doença celíaca, HIV/AIDS, intolerâncias, alergias e transtornos alimentares, nefropatias e erros inatos do metabolismo são situações as quais os indivíduos precisam adequar-se ao consumo adequado, visando suprir as dificuldades decorrentes de sua condição. 
Como previsto, o direito humano à alimentação adequada (DHAA) engloba uma ampla rede de direitos análogos, visando à acessibilidade fundamentada na universalidade. Com isso, o Estado brasileiro é encarregado de supervisionar todas as esferas populacionais, bem como atentar-se a casos exclusivos, da maneira que portadoras de necessidades alimentares não sofram com as consequências da falta de alimentos nutritivos, adequados e efetivos. Salienta-se que a ocorrência disto confere a violação dos direitos humanos, refletindo falhas nesse sistema cujo propósito é beneficiar todos.

## Direito Humano a Alimentação e Nutrição Adequada no âmbito internacional
O reconhecimento do Direito Humano e Alimentação e Nutrição adequada, tanto no âmbito nacional quanto internacional, deve ser vista por um contexto social, político e econômico, sua abordagem deve considerar uma inter-relação entre o global e o local para concretizar um conceito amplo e adequado, englobando as diferentes formas de acesso, produção e comercialização dos alimentos, e deve apresentar os requisitos de disponibilidade, acessibilidade, estabilidade, sustentabilidade e adequação.  
Através de pactos internacionais como o Pacto dos Direitos Econômicos, Culturais e Sociais, as Cartas Constitucionais de diversos países, e os documentos elaborados pela Organização das Nações Unidas para Agricultura e Alimentação (FAO), introduziu-se a ideia da responsabilidade do Estado e da sociedade em assegurar uma alimentação adequada, nutritiva e saudável a todos e desencadeou posteriormente conferências voltadas exclusivamente para a essa pauta.
O primeiro exemplo de normativas no plano internacional utilizadas para impulsionar a busca pela garantia e eficácia dos direitos humanos, foi a assinatura do Pacto Internacional de Direitos Econômicos, Sociais e Culturais (PIDESC) em 1966, que representou um grande avanço na garantia na busca da garantia aos Direitos Humanos Universais, principalmente o direito à alimentação adequada. O PIDESC afirma que o direito à alimentação adequada só se realiza quando “todo homem, mulher e criança, sozinho ou em comunidade com outros, tem acesso físico e econômico, ininterruptamente, a uma alimentação adequada ou aos meios necessários para sua obtenção”.
A partir disso foram organizadas diversas conferências e convenções, como:
- Convenção Americana sobre Direitos Humanos (1969);
- Protocolo Adicional à Convenção Americana sobre Direitos Humanos na área de Direitos Econômicos, Sociais e Culturais (1988)
- Conferência Mundial da Alimentação (1974);
- Conferência Internacional sobre Nutrição (1992);
- Conferência Mundial sobre Direitos Humanos (1993);
- Cúpula Mundial da Alimentação (1996);
- Cúpula do Milênio (2000);
- Cúpula Mundial da Alimentação (2002);
- Diretrizes Voluntárias em Apoio à Realização Progressiva do Direito a uma Alimentação Adequada no Contexto da Segurança Alimentar Nacional (2004);
- Conferência de Alto Nível sobre a Segurança Alimentar Mundial: os desafios das mudanças climáticas e da bioenergia (2008);
- Cúpula Mundial sobre Segurança Alimentar e Nutricional (2009);

Dentre tais eventos vale ressaltar a Conferência Mundial da Alimentação, em 1974, a qual foi a primeira convenção que adotou a Declaração Universal para Erradicação da Fome e Subnutrição seguindo o propósito de priorizar o combate da subnutrição crônica e doenças incapacitantes entre os grupos vulneráveis e de baixa renda, e assegurar a disponibilidade de suprimentos mundiais de alimentos básicos havendo uma cooperação no estabelecimento de um sistema efetivo de segurança mundial contra a fome.
Segundo a FAO, 53 das 963 milhões de pessoas que não tem acesso a alimentação adequada se encontram na América Latina e Caribe, é possível afirmar que o desenvolvimento é produto do subdesenvolvimento dos países, resultando assim em um quadro de fome, e por conta disso o DHANA continua sendo uma grande meta a ser atingida. Todavia, fenômeno da fome na América Latina não deve ser pensado como algo já premeditado ou natural, visto que essas regiões são ricas em terras férteis, minerais, clima propício a plantações e criações, mas como um reflexo do capitalismo que foca na produção de commodities, ou seja, focar no lucro e no crescimento dos monopólios reforça ainda mais a violação do direito humano a alimentação e nutrição adequada.

A garantia de uma alimentação adequada e implica na adoção de políticas públicas eficientes pelos Estados, devendo também ser concretizada em nível internacional, visto que é mais que uma obrigação moral e um investimento com retornos econômicos potencialmente altos: é a realização de um direito humano fundamental, e o mundo tem os meios para torná-lo realidade. 